# Борисфен (футбольний клуб)
«Борисфе́н» — український футбольний клуб з міста Борисполя Київської області.

## Історія
Колишні назви:
- 1993: «Нива-Борисфен» (Миронівка)
- 1993: «Борисфен»[1]
- 1994: ФК «Бориспіль»[1]
- 1994: «Борисфен»[2]
- 1995—1996: «ЦСКА-Борисфен»
- 1996—2007: «Борисфен»

Команду засновано у лютому 1993 року. Навесні 1993 року «Нива» (Миронівка) і «Борисфен» (Бориспіль) об'єднуються в команду «Нива-Борисфен»[джерело?]. По закінченню сезону 1992/1993 «Нива-Борисфен» залишилася у перехідній лізі, а її місце у другій лізі зайняв «Борисфен». Після першого кола чемпіонату 1993/1994 команда змінила назву на ФК «Бориспіль». У середині сезону 1994/95 років на базі бориспільської команди за участі міністерства оборони і комерційних структур створюється клуб «ЦСКА-Борисфен» (Бориспіль).
На початку сезону 1995/96 років «ЦСКА-Борисфен» переїжджає до Києва. У 1996/97 роках відбувається розлад у середині клубу «ЦСКА-Борисфен», армійці хочуть власний клуб вищої ліги. Клуб перейменовують на ЦСКА.
1997 року — відродження «Борисфена» у другій лізі (у сезоні 1996/1997 Борисфен виступав в аматорських турнірах). Клуб три сезони виступав в другій лізі, а потім почалося піднесення. Наступні три сезони (2000/01, 2001/02, 2002/03) клуб виступав в першій лізі. І нарешті аванс до вищої ліги. Два сезони (2003/04 і 2004/05) клуб провів у вищій лізі. Потім настало погіршення фінансової ситуації у клубі. Сезони 2005/06, 2006/07 клуб виступав у першій лізі. В останньому сезоні команда «Борисфен» (Бориспіль) знялася зі змагань після 21-го туру і позбавлена 6 турнірних очок згідно з рішенням Бюро ПФЛ від 06.02.2007; у матчах, що залишалися, їй зараховано технічні поразки.